# Агуалва (Прая-да-Витория)
Агуалва (порт. Agualva) — район (фрегезия) в Португалии, входит в округ Азорские острова. Расположен на острове Терсейра. Является составной частью муниципалитета Вила-да-Прая-да-Витория. Население составляет 1573 человека на 2001 год. Занимает площадь 35,70 км².
Покровителем района считается Дева Мария (порт. Nossa Senhora da Guadalupe).